# Pablo de Barros
Pablo de Barros Paulino (3 de agosto de 1989 en San Juan Nepomuceno, Brasil) es un futbolista brasileño que destaca en el campo por su polivalencia. Su club actual es el Bahia de la Serie A.

## Trayectoria
En el verano de 2008 es fichado por el Real Zaragoza, pero su juventud y la condición de extracomunitario hacen que el club, que la temporada anterior había descendido a segunda división, decida cederlo al Málaga donde empieza jugando con asiduidad pero poco a poco pierde protagonismo para acabar la temporada prácticamente sin aparecer en las alineaciones. Al finalizar la temporada regresa a Zaragoza. 
Realiza la pretemporada siguiente con el Real Zaragoza donde intenta convencer a su entrenador Marcelino de la conveniencia de su continuidad en el equipo.
Finalmente se queda sin ficha ya que las tres plazas disponibles para jugadores extracomunitarios están ocupadas por su compatriota Ewerthon, el colombiano Abel Aguilar y el serbio Ivan Obradović.
Comienza la temporada 2009/10 jugando con el equipo filial en tercera división para no quedarse sin ritmo de competición. Finalmente ficha por el Cruzeiro Esporte Clube de la Campeonato Brasileño de Serie A.

## Clubes
| Club                             | País   | Temporada |
| -------------------------------- | ------ | --------- |
| Olaria Atlético Clube            | Brasil | 2006-2007 |
| Vasco da Gama                    | Brasil | 2007-2008 |
| Real Zaragoza                    | España | 2008-2012 |
| Málaga CF cedido                 | España | 2008-2009 |
| Gimnàstic de Tarragona cedido    | España | 2010      |
| Cruzeiro Esporte Clube cedido    | Brasil | 2010-2011 |
| Figueirense Futebol Clube cedido | Brasil | 2011/2012 |
| Esporte Clube Bahia cedido       | Brasil | 2013      |
| Tombense Futebol Clube           | Brasil | 2013-2018 |
| América Futebol Clube cedido     | Brasil | 2014/2016 |
| Avaí Futebol Clube cedido        | Brasil | 2015      |
| Fortaleza Esporte Clube cedido   | Brasil | 2017/2018 |